# Фанчэн (Хэнань)
Фанчэн (кит. упр. 方城, пиньинь Fāngchéng) — уезд городского округа Наньян провинции Хэнань (КНР). Уезд назван по горе Фанчэншань.

## История
Когда царство Цинь создало первую в истории Китая централизованную империю, здесь был создан уезд Янчэн (阳城县). При империи Западная Хань он был переименован в Дуян (堵阳县).
При империи Северная Вэй был создан уезд Фанчэн. Впоследствии он был расформирован, а при империи Сун был создан вновь. Когда эти места оказались в составе чжурчжэньской империи Цзинь, то уезд вошёл в состав области Юйчжоу (裕州). При империи Мин уезд был расформирован, а его земли перешли под непосредственное управление областных структур. После Синьхайской революции в Китае была проведена реформа административного деления, и в 1913 году области были ликвидированы, а в этих местах был вновь создан уезд Фанчэн.
В 1949 году был создан Специальный район Наньян (南阳专区), и эти места вошли в его состав. Впоследствии Специальный район Наньян был переименован в Округ Наньян (南阳地区).
В 1994 году решением Госсовета КНР был расформирован округ Наньян и создан Городской округ Наньян.

## Административное деление
Уезд делится на 2 уличных комитета, 6 посёлков, 8 волостей и 1 национальную волость.